# 走れ、走れ
「走れ、走れ」（はしれ、はしれ）は、2016年1月6日にポニーキャニオンより発売されたベイビーレイズJAPANの楽曲で、11枚目のシングル。

## 概要
前作から5か月ぶりとなる2016年第1弾シングル。
フジテレビ「奇跡体験!アンビリバボー」 2016年1～3月期のエンディングテーマとなっている。
ミュージックビデオは受験をテーマにしたドラマ仕立てに成っておりグループとしては初めて他の出演者をメインとしたものになっている。
出演 米山穂香、木竜麻生、太田正孝、吉田かすみ、他
監督 福居英晃

## 収録曲

### 初回生産限定盤A
CD
1. 走れ、走れ
（作詞・作曲・編曲：堀江晶太）
2. FOREVER MY FRIEND
（作詞・作曲・編曲：U-tan（GOOD4NOTHING））
3. Dreamer
（作詞：森彩乃（Qaijff）、作曲：内田旭彦 (Qaijff）、編曲：Qaijff）
4. 走れ、走れ (Instrumental)
5. FOREVER MY FRIEND (Instrumental)
6. Dreamer (Instrumental)

DVD
1. 「走れ、走れ」 Music Video
2. 「走れ、走れ」 ジャケットメイキング
3. ベイビーレイズJAPAN SUMMER LIVE 2015 オフショット(前編)

特典
1. オリジナル・トレーディングカード(タイプA)全5種より1種
2. 第四回「虎虎カルチョ」デジタル投票カード (入力期限/2016年1月29日)
3. 「ベイビーレイズJAPAN CUP」デジタル投票カード (入力期限/2016年1月29日)

### 初回生産限定盤B
CD
1. 走れ、走れ
2. FOREVER MY FRIEND
3. ストレス
（作詞・作曲：山崎あおい、編曲：笹路正徳）
4. 走れ、走れ (Instrumental)
5. FOREVER MY FRIEND (Instrumental)
6. ストレス (Instrumental)

DVD
1. 「走れ、走れ」 Music Video
2. 「走れ、走れ」 Dance Ver.
3. 「走れ、走れ」 Music Video メイキング
4. ベイビーレイズJAPAN SUMMER LIVE 2015 オフショット(後編)

特典
1. オリジナル・トレーディングカード(タイプB)全5種より1種
2. 第四回「虎虎カルチョ」デジタル投票カード (入力期限/2016年1月29日)
3. 「ベイビーレイズJAPAN CUP」デジタル投票カード (入力期限/2016年1月29日)

### 通常盤
CD
1. 走れ、走れ
2. FOREVE MY FRIEND
3. 走れ、走れ (Instrumental)
4. FOREVER MY FRIEND (Instrumental)